# Darin Brooks
Darin Brooks (Honolulu (Hawaï), 27 mei 1984) is een Amerikaans acteur.
In 2005 had hij een klein rolletje in de film Staring at the sun. Datzelfde jaar ging hij ook bij de cast van Days of our Lives als Max Brady, het was al meer dan 10 jaar geleden dat het personage Max te zien was in de serie.
Sinds 2010 speelt hij de rol van Alex Moran, een reserve-quarterback in de comedy Blue Mountain State. In 2012 speelde hij een hoofdrol in de televisiefilm The Seven Year Hitch. Sinds 2013 speelt Brooks bovendien de rol van Wyatt Fuller, tegenwoordig Wyatt Spencer, in de soap The Bold and the Beautiful.